# 艾蒂安·若弗鲁瓦·圣伊莱尔
艾蒂安·若弗鲁瓦·圣伊莱尔（法語：Étienne Geoffroy Saint-Hilaire，1772年4月15日—1844年6月19日），法国博物学家。1772年在塞纳-瓦兹省埃唐普出生，担任国家自然历史博物馆教授之前曾受过成为僧侣之前的教育。其儿子为动物学家伊西多尔·若弗鲁瓦·圣伊莱尔。
1798年艾蒂安·若弗鲁瓦·聖伊萊爾獲選隨拿破崙軍隊前往埃及,參與科學調查。至1802年1月返回巴黎。1807年獲選為巴黎科學院院士。1844年6月19日逝於巴黎。
有一些動物以Geoffroy取名，例如 Geoffroy's cat(喬氏貓)、Geoffroy's side-necked turtle(花面蟾頭龜)、Geoffroy's spider monkey(黑掌蜘蛛猴)、Geoffroy's tamarin(棉冠獠狨)。另外,在巴黎第五區有若弗鲁瓦路(Rue Geoffroy Saint-Hilaire)，經過巴黎植物園與自然史博物館。